# Кінгс-кросс-Сент-Панкрас (станція метро)
51°31′49″ пн. ш. 0°07′27″ зх. д. / 51.5302° пн. ш. 0.1241° зх. д.

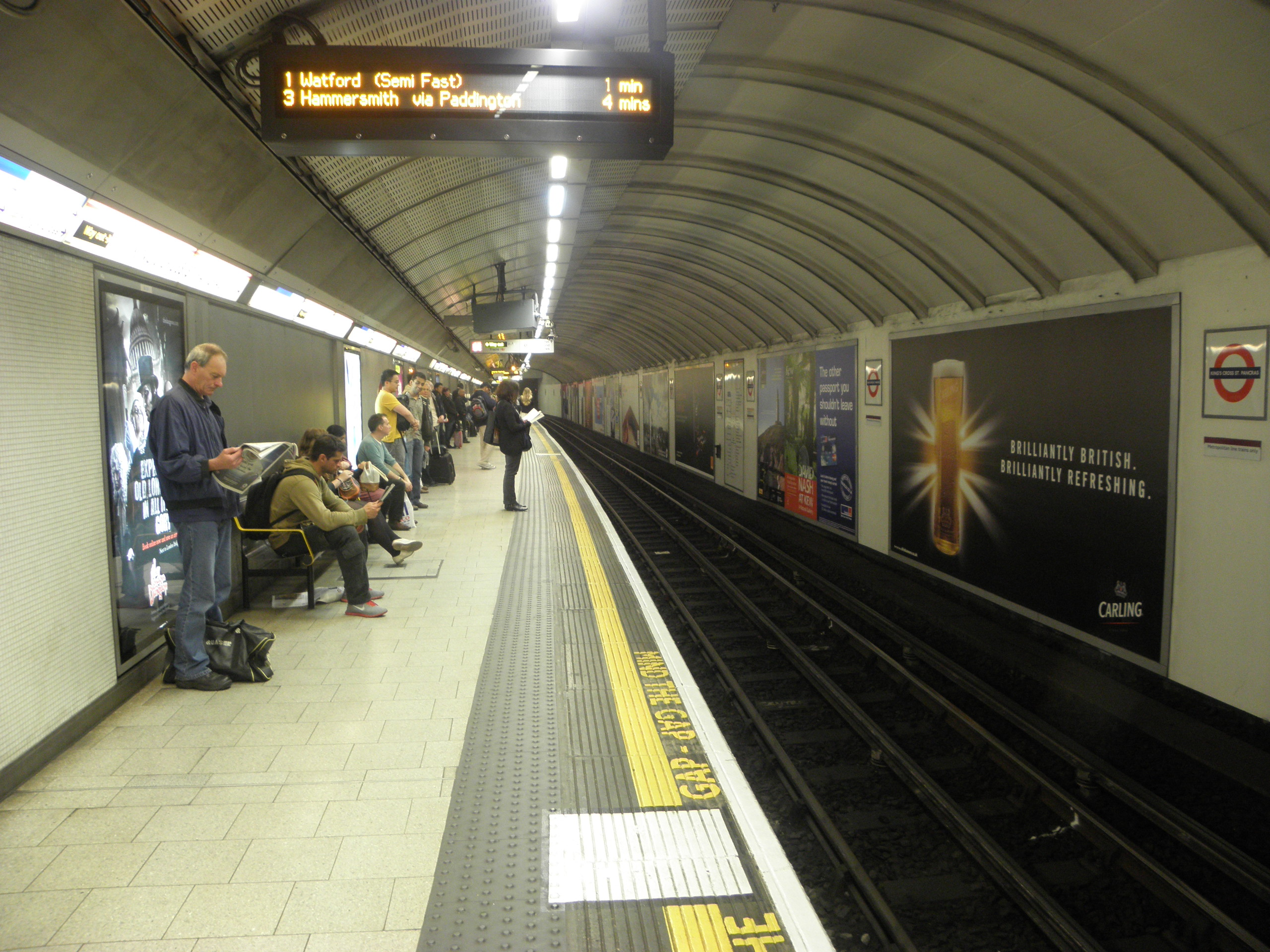
Платформа станції Кінгс-кросс-Сент-Панкрас, Кільцева лінія

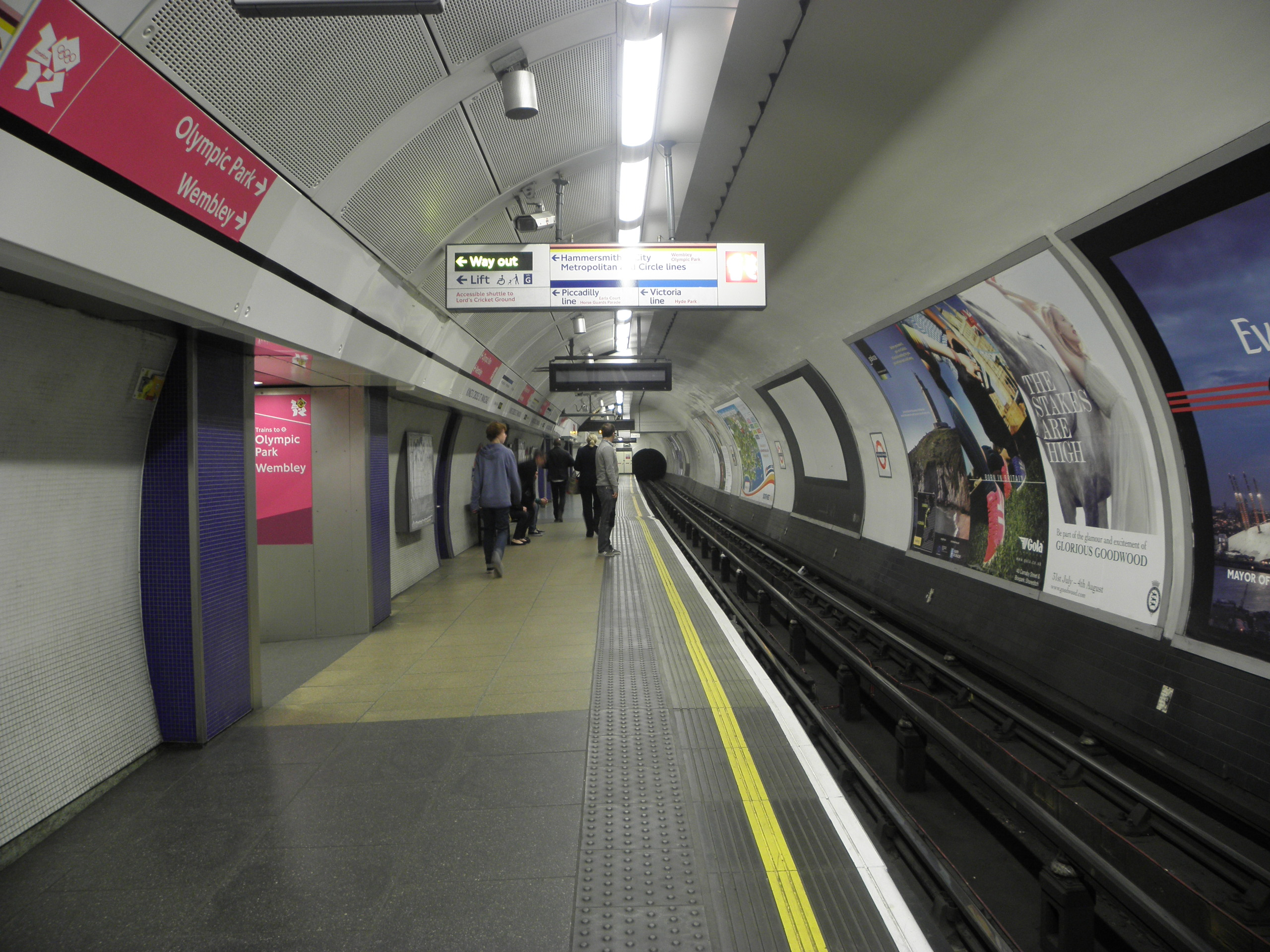
Платформа станції Кінгс-кросс-Сент-Панкрас, Північна лінія

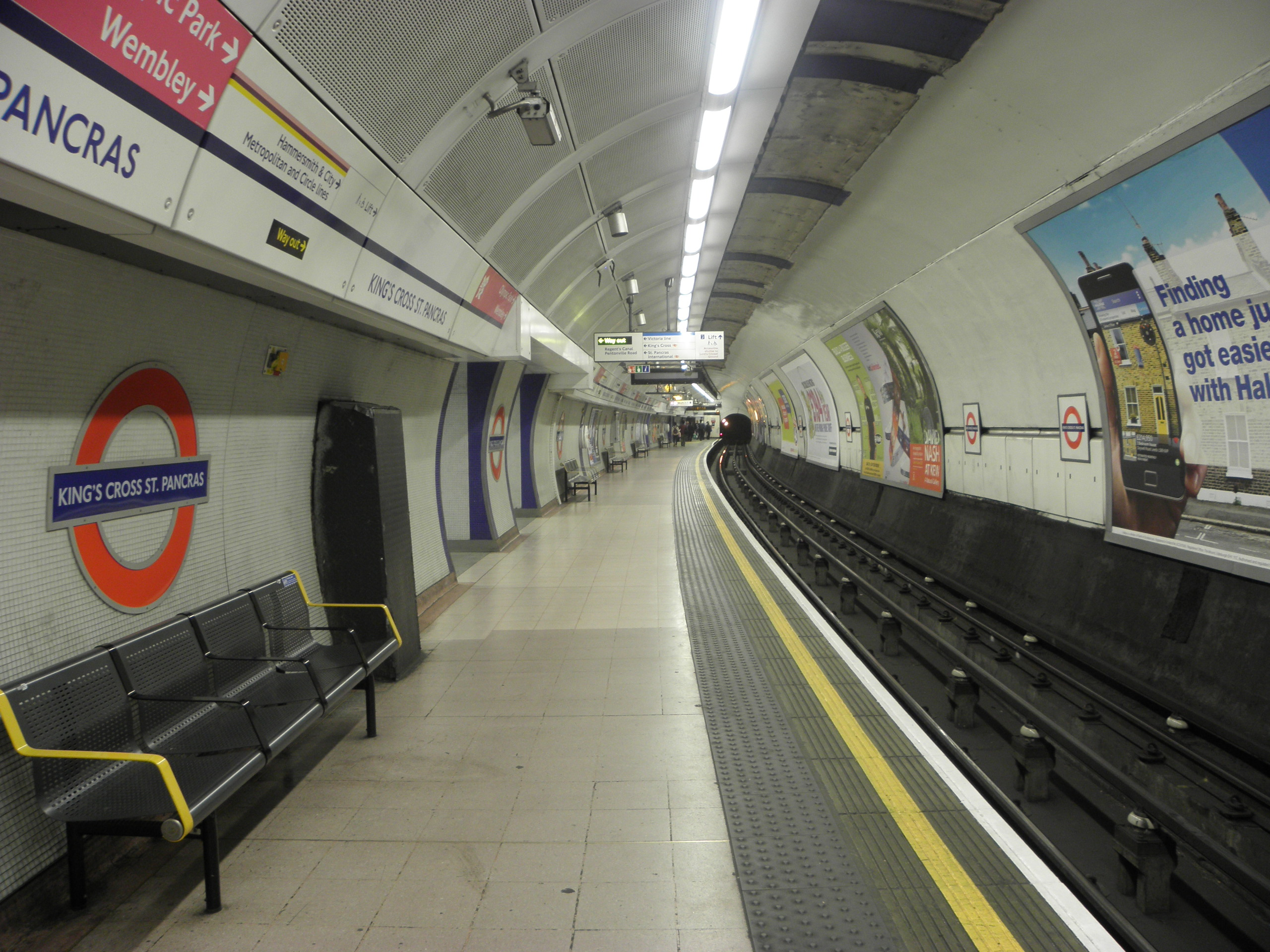
Платформа станції Кінгс-кросс-Сент-Панкрас, лінія Пікаділлі

Кінгс-Крос-Сент-Панкрас (англ. King's Cross St. Pancras tube station) — пересадний вузол Лондонського метро у боро Камден. Обслуговується поїздами шести ліній (на чотирьох коліях): Кільцевої, Метрополітен, Гаммерсміті-енд-Сіті, Північної, Пікаділлі та Вікторія. Станція належать до 1-ї тарифної зони. 2017 року пасажирообіг станції становив 97,92 млн пасажирів
Комплекс станцій метро «Кінгс-Крос-Сент-Панкрас» об'єднує станції шести ліній в одну; є найбільшим транспортним вузлом метрополітену. Станція належать до першої транспортної зони Лондона.
Конструкція — станція з кросплатформовою пересадкою з чотирма платформами. На станції заставлено тактильне покриття.

## Пересадки
- На автобус оператора London Buses № 10, 17, 30, 45, 46, 59, 63, 73, 91, 205, 214, 259, 390, 476 та нічні маршрути N63, N73, N91, N205.
- Залізничні станції Кінгс-кросс та Сент-Панкрас

## Історія станції
- 10 січня 1863 — відкриття станції у складі першої в світі лінії метрополітену — Лінії Метрополітен.[3]
- 15 грудня 1906 — відкриття платформ Great Northern, Piccadilly and Brompton Railway (зараз частина лінії Пікаділлі)
- 11 травня 1907 — відкриття платформ City & South London Railway (C&SLR, зараз частина Північної лінії).[4]
- 1 грудня 1968 — відкриття платформ лінії Вікторія.[5]
- 18 листопада 1987 — у похилому ході лінії Пікаділлі спалахнула сильна пожежа, в результаті якої загинула 31 людина.